# Геннин, Георг Вильгельм де
Георг Вильгельм де Ге́ннин (нем. Georg Wilhelm Henning, нидерл. Georg Wilhelm de Hennin), также Ви́лим Ива́нович де Ге́ннин (11 [21] октября 1665, Зиген, княжество Нассау-Зиген — 12 апреля 1750, Санкт-Петербург, Российская империя) — российский военный инженер немецкого (согласно некоторым исследованиям — голландского происхождения), генерал-лейтенант (с 1728 года), друг и соратник Петра Великого, специалист в области горного дела и металлургического производства.
В России сам он себя называл Вилим Иванович Геннин. На русскую службу поступил в 1697 году, сообщив о себе: «с юности своей научен и ныне основательно разумею архитектуру гражданскую, домов строение, делание всяких потешных огнестрельных вещей, японской олифой крашеные соломой изображения преизрядно на бумаге вырезать и прочие хитрости». В прошении о приёме на службу от 1697 года сам Геннин пишет: «Его превосходительствам высокошляхетным Господам послам чрезвычайным великого Московского посольства в здешней земле. Объявляет во всей покорности Юрья Вилим Де-геннин, родом из Ганова…».

## Биография
Георг Вильгельм де Геннин родился в городе Зиген (Северный Рейн-Вестфалия), о чём сохранились сведения в метрической книге. По другим данным, местом рождения является Ганновер. Вырос в Ханау, близ Франкфурта-на-Майне. Родители — Иоганн и Катарина Геннинг.
В 1697 году он был приглашён генералом Ф. Я. Лефортом в Россию и участвовал в Северной войне в качестве артиллериста и инженера-фортификатора.
Карьерный рост: в 1700 году — поручик, в 1706 году капитан, в 1708 году — майор, в 1710 году — подполковник, в 1716 году — полковник, в 1722 году — генерал-майор, в 1727 году — генерал-лейтенант. Проявил себя при взятии Выборга, Кексгольма, Гангута. Судьба свела его с людьми из окружения Петра Великого: Меншиков, Апраксин, Брюс и другие сподвижники царя.
До 1701 года был архитектором оружейной палаты. В годы Северной войны занимался строительством крепостей, пороховых заводов, литейного двора в Петербурге, петровской слободы.
С 1713 года де Геннин служил комендантом Олонецких заводов под Петрозаводском, которые под его руководством стали крупнейшим промышленным комплексом по производству вооружения в России. Под его руководством развивается металлургическое и металлообрабатывающее производства. Там же в 1714 году он поддержал создание первого российского курорта «Марциальные воды», организовав в 1717—1718 годах строительство санатория у источника «На Олонце», который в 1719 году посетил Пётр I. Здесь де Геннин показал себя в качестве геолога-рудознатца, решив проблему дефицита железной руды разного состава и качества, открыв несколько месторождений железных руд и попутно марциальное и кончезерское месторождения минеральной воды в гористой и болотистой местности Карелии.
В 1719 году был в заграничной командировке для обозрения горных заводов, привёз из-за границы 16 мастеров и идею внедрить машинное производство в России.
С июля 1721 года по май 1722 года полковник был назначен начальником строительства Сестрорецкого оружейного завода. Он определил, что в окрестных недрах есть запасы железной руды, необходимой при выплавке стали и производстве оружия, для разраставшихся военных кампаний по укреплению границы государства.
Вторым условием сталелитейного производства является наличие большого количества воды, необходимой как для выплавки стали, так и для облегчения труда рабочих при вращении колёс машин. Выбор пал на устье реки Сестры, одной из крупнейших на Карельском перешейке. Применить энергию воды Пётр I хотел не только для вращения колёс завода, но и для создания парка с фонтанами напротив Петергофа.
Любуясь красотой здешних мест и природных ландшафтов, Пётр принял парадоксальное решение затопить всю эту красоту, построив плотину на крутом повороте реки Сестры.
Строили быстро. Одновременно производили наблюдения за режимом рек, за условиями её будущего использования для нужд завода. Воды явно будет не хватать для работы завода, идея фонтанов отпала. Территория подлежащая затоплению огромна. Строительство стало тормозиться. Когда работ оставалось менее, чем на полгода Петру I пришлось отправить Де Геннина на Урал в апреле 1722 года, для развития сталелитейных заводов на реке Исеть, удалив его тем самым от царского двора и от Сестрорецка. Мастера, присланные с других заводов, завершили строительство. 27 января 1724 года плотина была достроена полковником Вырубовым и завод начал функционировать с новым более производительным оборудованием.
В конце 1722 года прибыл на Урал. Ещё 20 ноября 1723 года в письме Геннину на сибирские заводы Пётр I писал: «…что вы заводы Уктуские, Алапаевские и Каменские исправляли и железо доброе на них делают и зачнёте по указу пушки и мортиры лить, то хорошо, а что вы зачали делать фузеи и шпаги, то по получении сего вели отставить и впредь там ружья делать не надобно, а железо потребное на ружейное дело присылайте сюда на Сестрорецкие заводы, которые уже совсем сделаны».
Будущее показало, что Сестрорецкая плотина была недостаточно надёжной. Неоднократно паводковые воды её прорывали, снося деревянные цеха, унося жизни рабочих. Большую часть времени водохранилище Сестрорецкий Разлив и завод простаивали без воды. Её хватало на 1—2 месяца работы после наполнения водохранилища весенним, а затем осенним паводком. В остальное время машины заменялись мускульной силой рабочих.

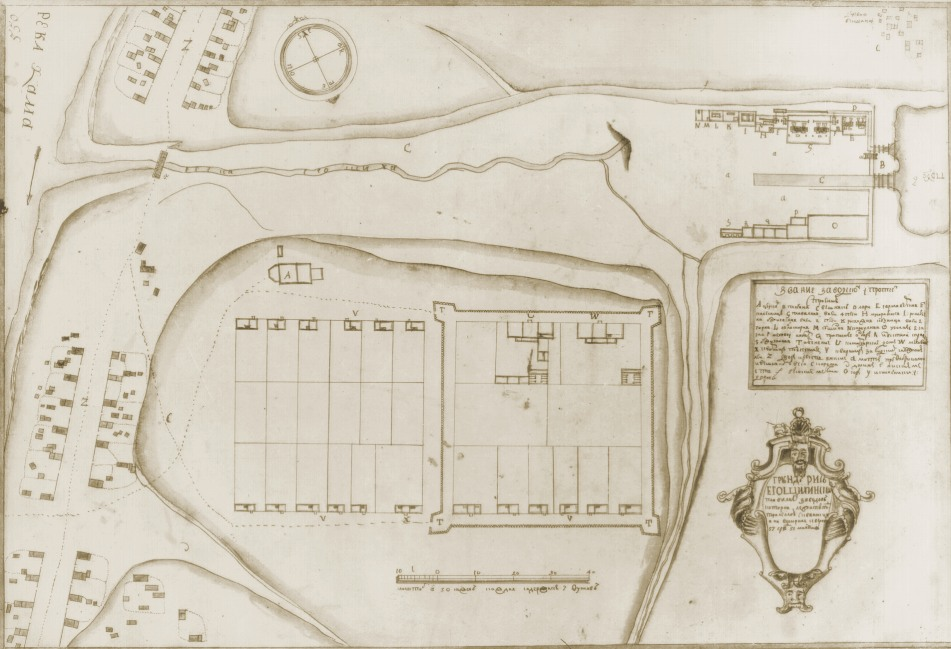
План Егошихинского завода 1730-х годов из альбома В. де Геннина

В феврале 1723 года на Урале Де Геннин на основании разработанной им же административной инструкции получает законное разрешение на строительство нового металлургического завода по производству меди и стали, названного именем императрицы Екатерины Первой. Завод стал градообразующим предприятием для Екатеринбурга. На строительство, а в дальнейшем и для эксплуатации были привлечены солдаты всех близлежащих частей и гарнизонов, крепостные и вольнонаёмные крестьяне всех окрестных волостей и губерний. Грандиозный размах строительства использовал весь предшествовавший жизненный опыт Де Геннина. Пуск завода состоялся 18 ноября 1723 года (по новому стилю). Это официальная дата основания Екатеринбурга. Здесь генерал проработал 12 лет. Построил девять новых заводов, в том числе Егошихинский, впоследствии ставший градообразующим для города Пермь.
Геннин отличался веротерпимостью и предпочитал, по возможности, не вмешиваться в религиозные проблемы. Снисходительность горного начальника обходилась уральским старообрядцам в довольно крупную сумму денег, которые они передавали Геннину в виде «любезного подношения». Взамен генерал «закрывал глаза» на то, что в 1720-е годы на уральские заводы (большей частью на частные, демидовские) хлынул поток беглых из Центральной России. Неслучайно именно во времена Геннина старообрядчество на Урале «расцвело пышным цветом».
В 1734 году де Геннин вернулся в Санкт-Петербург. Получил статус пожизненного члена военной коллегии и начальника оружейных заводов, а также единственным, имевшим право докладывать Императрице Анне Иоанновне. Под его руководством была проведена реконструкция оружейных заводов в Туле и Сестрорецке.
Умер 12 апреля 1750 года. Имел двух сыновей.

## Публикации
- Г. В. де Геннин — автор книги «Описание Уральских и Сибирских заводов», где впервые приведено географическое и историческое описание Пермского края, описания Ягошихинского, Пыскорского, Суксунского заводов с планами и чертежами[12].

## Память
- Наряду с другими лицами, образ Вильгельма де Геннина увековечен в галерее бронзовых барельефов «Следователи и организаторы следствия эпохи правления Петра I», расположенной в административном здании Следственного комитета Российской Федерации по адресу: г. Москва, Технический пер., д. 2, стр. 1 (автор — Д. В. Клавсуц, художник Студии военных художников имени М. Б. Грекова). Открытие галереи состоялось 13 января 2023 г., в день празднования 12-й годовщины образования независимого следственного органа — Следственного комитета Российской Федерации.
- Портрет Вильгельма де Геннина размещен в наборе почтовых открыток «Следователи и организаторы следствия эпохи правления Петра I» (художник — И. О. Муротьян). Набор издан АО «Марка» в 2022 г.
- Именем Вильгельма де Геннина названы улицы в Екатеринбурге, Перми и Петрозаводске.
- Де Геннину и Татищеву в Екатеринбурге установлен памятник.
- Де Геннину установлена мемориальная доска в Петрозаводске.
- Памятная медаль и Премия имени В. Н. Татищева и Г. В. де Геннина за работы, внёсшие значительный вклад в науку, технику, медицину, искусство, культуру, архитектуру, строительство и развитие производства, выполненные жителями Екатеринбурга или реализованные впервые в городе Екатеринбурге (1998).
- сквер в Сестрорецке у дома № 2 по площади Свободы получит имя Вилима Геннина[13].

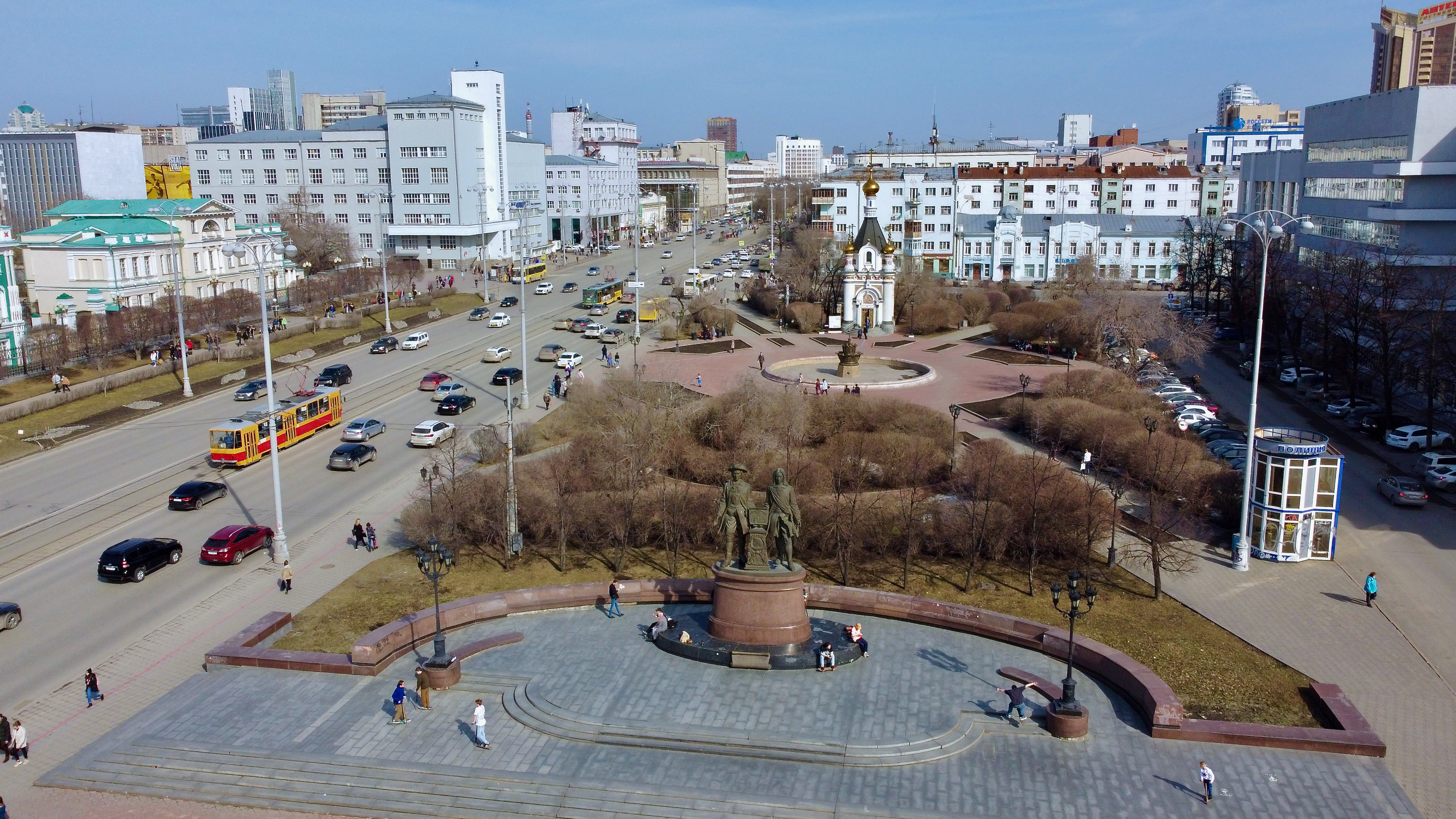
Памятник в Екатеринбурге
Мемориальная доска в Петрозаводске
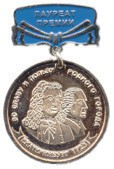
Нагрудный знак лауреата премии им. Татищева и де Геннина